# Aeroporto de Itaperuna

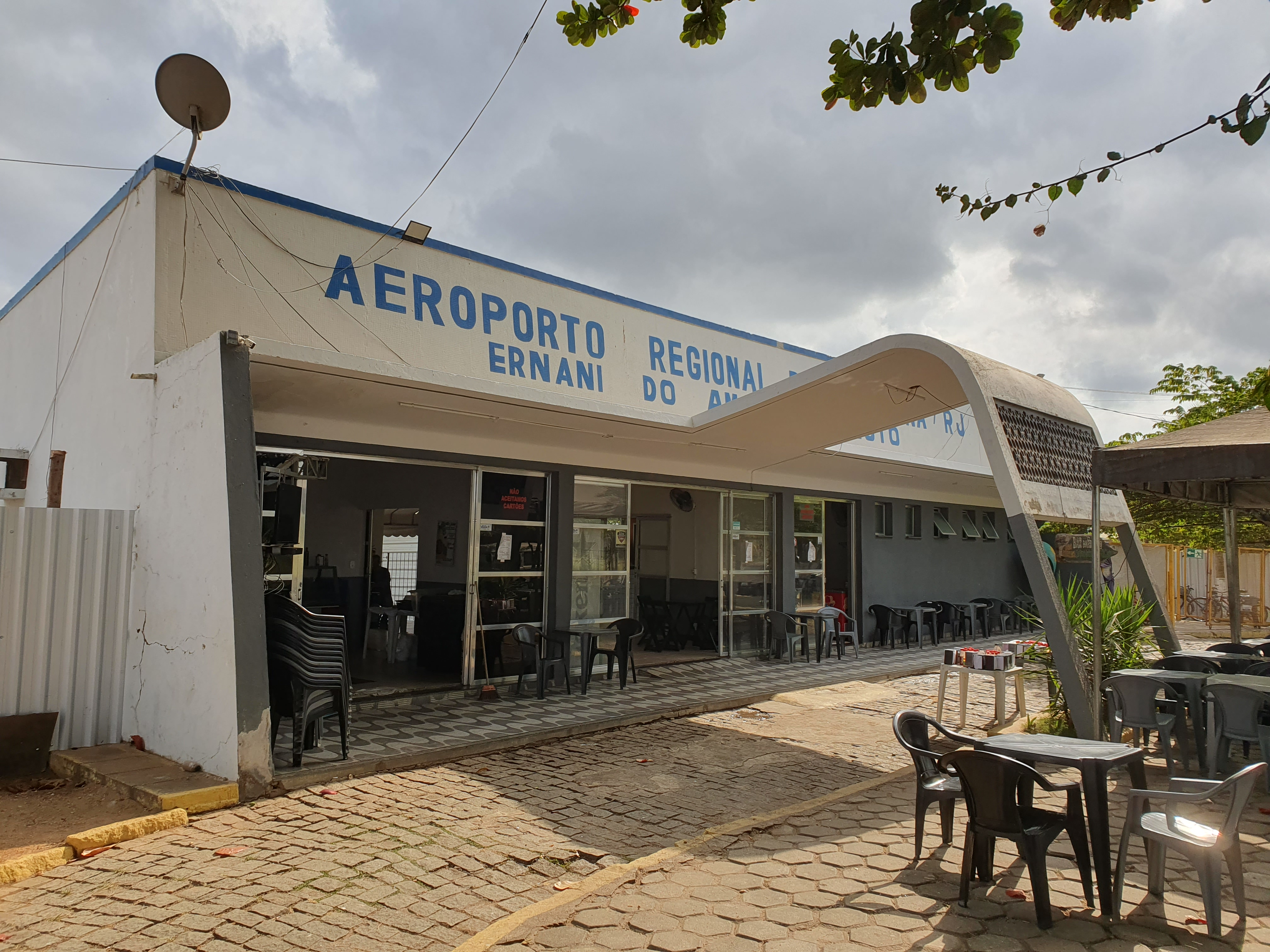
Entrada do aeroporto

O Aeroporto Ernani do Amaral Peixoto - Aeroporto de Itaperuna, (IATA: ITP, ICAO: SDUN), serve a cidade brasileira de Itaperuna, Rio de Janeiro. Possui uma pista asfaltada de 1200 metros de extensão com previsão de balizamento noturno em 2011 (ainda não instalado até 4 de janeiro de 2016) e capacidade para receber aeronaves de até 60 passageiros, além de 6.000 metros quadrados de pátio para aeronaves e terminal de passageiros com 224 metros quadrados. O aeródromo passou por reformas, como ampliação do terminal de passageiros, recapeamento da pista de pouso e decolagem, instalação do serviço contra incêndio e balizamento noturno.
Em 02 de janeiro de 2024, a Infraero assumiu a administração do aeroporto.